# Перебийніс Валентина Ісидорівна
Валентина Ісидорівна (Сидорівна) Перебийніс (13 жовтня 1923, с. Тишенківка, Красноградського району Харківської області — 21 грудня 2020, м. Київ) — фундатор наукових напрямів «структурно-математична лінгвістика», «прикладна лінгвістика», «комп'ютерна лінгвістика» і «навчальна лексикографія» в Україні, автор понад 250 наукових праць з теорії мовознавства, фонології, граматики, лексикології, стилістики, лексикографії, комп'ютерної лінгвістики. Кандидат філологічних наук за фахом «германські мови» (1962), доктор наук за фахом «українська мова» (1970), професор за фахом «структурна, прикладна і математична лінгвістика» (1973).

## Біографія
Народилася в родині сільських учителів. У 1949 році закінчила педагогічний факультет Військового інституту іноземних мов (Москва), отримавши диплом викладача англійської мови вищої і середньої школи.
З 1953 по 1961 рік працювала старшим викладачем і завідувачем кафедри іноземних мов Черкаського державного педагогічного інституту.
У 1962 році після закінчення річної аспірантури Московського державного інституту іноземних мов ім. Моріса Тореза захистила кандидатську дисертацію зі структурної лінгвістики на тему «Роль моделей в розмежуванні значень багатозначного дієслова (до питання про методи лексикологічних досліджень — на матеріалі дієслів make і do в англійській мові)». З 1962 року працювала науковим співробітником відділу теорії української мови Інституту мовознавства ім. О. О. Потебні. У 1968 році очолила щойно створений в Інституті відділ структурно-математичної лінгвістики, яким завідувала 18 років. У 1970 році захистила докторську дисертацію «Кількісні та якісні характеристики системи фонем сучасної української літературної мови». У 1973 році їй присуджено звання професора за спеціальністю «структурна, прикладна і математична лінгвістика».
З 1986 року займається науково-викладацькою роботою. Читає теоретичні курси на відділенні прикладної (комп'ютерної) лінгвістики у Київському національному лінгвістичному університеті. У 2003 році їй присвоєно звання «Почесний доктор Київського національного лінгвістичного університету».

## Наукова діяльність
Першою в Радянському Союзі використала структурні та формально-логічні методи у розрізненні семантичних структур, продемонструвавши переваги і можливості структурного аналізу у дослідженні мовних явищ. Очолювала напрям «структурна лінгвістика» в україністиці. Під її керівництвом були здійснені перші дисертаційні дослідження зі спеціальності «Структурна, прикладна і математична лінгвістика», захищені в Україні на матеріалі української мови.
Керувала масштабними проектами — статистичним обстеженням текстів сучасної художньої прози і укладанням «Частотного словника сучасної української художньої прози», укладанням «Частотного словника словосполучень англійської мови», укладанням словника «Морфологія англійського дієслова: система і функціонування», аналізом лінгвістичних проблем автоматизації редакційно-видавничих процесів.
Під керівництвом В. І. Перебийніс захищено близько 30 кандидатських дисертацій зі структурної, математичної і прикладної лінгвістики; англійської, російської та української мов.
В різні часи В. І. Перебийніс була членом шести спеціалізованих рад із захисту докторських і кандидатських дисертацій, членом редколегій журналів «Мовознавство», «Вісник Київського лінгвістичного університету», «Науковий вісник Волинського національного університету ім. Лесі Українки», відповідальним редактором 35 монографій та збірників наукових статей.

## Основні публікації
- Роль моделей в разграничении значений многозначного глагола: Дисс. . . канд. филол. наук. — М., 1962. — 295 с.

- Кількісні та якісні характеристики системи фонем сучасної української літературної мови. — К.: Наукова думка, 1970. — 272 с.

- Частотний словник сучасної української художньої прози: у 2-х т. / за ред. Перебийніс В. І. — К. : Наукова думка, 1981. — Т. 1. — 863 с., Т. 2. — 856 с. (у співавторстві)

- A Deskbook of Most Frequent English Collocations / под ред. Перебейнос В. И. — М. : Просвещение, 1986. — 320 с. (у співавторстві)

- Англо-український навчальний словник-мінімум — К. : Наук. думка, 1995. — 270 с. (у співавторстві)

- Статистичні методи для лінгвістів: Навч.посібник. — Вінниця: Нова книга, 2002. — 171 с.

- Англо-український навчальний словник з методичними коментарями та граматичними таблицями. — К. : «Вежа», 2002. — 424 с. (у співавторстві)

- Морфология английского глагола: система и функционирование: Справочник / под ред. Перебейнос В. И. — М. : РГГУ, 2008. — 550 с. (у співавторстві)

- Традиційна та комп'ютерна лексикографія: Навч. посібник. — К. : Вид. центр КНЛУ, 2009. — 218 с. (у співавторстві)

- Труднощі англійського слововживання для українців. — К. : Вид. центр КНЛУ, 2011. — 316 с. (у співавторстві)

- Математична лінгвістика: Навчальний посібник. — К. : Вид. центр КНЛУ, 2014. — 125 с.